# Focus Online
Focus Online ist eine deutschsprachige Website für Nachrichten des Magazins Focus. Die seit 1996 erreichbare Internetplattform gehört mittelbar zum Medienkonzern Hubert Burda Media.

## Geschichte
Focus Online wurde am 18. Januar 1996 gestartet, also exakt drei Jahre nach dem gleichnamigen Magazin. Das Angebot erhielt vor allem auf Grund der erfolgsabhängigen Preise für das Schalten von Internetwerbung Beachtung. Ein Jahr nach der Veröffentlichung erfolgte der erste Relaunch, seitdem wurde Focus Online immer wieder optisch, technisch und redaktionell verändert. 1997 war Focus Online erstmals das reichweitenstärkste redaktionelle Online-Angebot im deutschsprachigen World Wide Web. Es konkurriert insbesondere mit den Websites anderer Nachrichtenmedien, etwa Bild.de oder Der Spiegel. 2023 wurde die Marke Focus Online Earth für Klimajournalismus gegründet und damit das nach der Hochwasserkatastrophe 2021 eingerichtete „Flutbüro“ im Ahrtal zum „Klimabüro“ weiterentwickelt.

## Herausgeber
Die Website wird von der Focus Online Group GmbH herausgegeben. Diese Gesellschaft gehört zur BurdaForward GmbH und wird in den Teilkonzern-Abschluss der zum Medienkonzern Hubert Burda Media gehörenden Burda GmbH einbezogen.

## Kritik
Anlässlich eines Tarifkonflikts zwischen der Deutschen Bahn und Gewerkschaften im November 2014 bezeichnete Focus Online den Gewerkschaftsvorsitzenden Claus Weselsky (GDL) als den aktuell wohl „meistgehassten“ Deutschen. Der Artikel machte genaue Angaben zu Weselskys Privatwohnung, sodass eine Identifizierung der Adresse durch Ortskundige möglich war. Dieses Ausforschen und Zugänglichmachen der Privatadresse des Gewerkschaftsvorsitzenden wurde als Verletzung journalistischer Spielregeln kritisiert.
Im Herbst 2014 wurde bestätigt, dass Helmut Markwort unter dem Pseudonym Moritz Rodach mehrere Artikel auf Focus Online über den FC Bayern geschrieben hatte, obwohl er Mitglied des Verwaltungsbeirates des Vereins war. Beobachter sprachen von einem Interessenkonflikt, obwohl die betroffenen Artikel „im Kern lapidar“ seien.
Im Februar 2019 fiel Focus Online auf eine Satire der Titanic herein. Focus Online berichtete über angebliche Manipulation von Abgasmessstationen durch Linksradikale. Wenig später wurde der Artikel korrigiert. Focus Online bedauerte den Vorfall.
Stefan Niggemeier warf dem Portal mehrfach vor, mithilfe von kontroversen Themen, wie etwa der Flüchtlingskrise oder dem Islam „Fremdenfeinde“ gezielt anzusprechen.
Am Abend des 16. Novembers 2024 erschien auf Focus Online eine Meldung über eine angeblich von der SPD geplante Kampagne gegen Friedrich Merz, bei der 100 Frauen in Videoclips ihre Angst vor Merz kundtun sollten. Nach wenigen Stunden wurde die Meldung wieder von der Website entfernt, denn es stellte sich heraus, dass eine in der Meldung genannte Insiderquelle aus der CDU eine Falschmeldung lanciert hatte. Focus Online wurde vorgeworfen, die Grundregeln des Journalismus verletzt zu haben.